# Triángulo hiperbólico

Un triángulo hiperbólico sobre una superficie en forma de silla de montar

Un triángulo hiperbólico es una figura de tres lados propio de la geometría hiperbólica. Consta de tres segmentos llamados lados o aristas y de tres puntos llamados vértices o esquinas.
Al igual que en el caso del espacio euclídeo, siempre existe un plano que pase por tres puntos cualesquiera de un espacio hiperbólico de dimensión arbitraria. Por lo tanto, los triángulos hiperbólicos planos también describen triángulos posibles en cualquier dimensión superior de espacios hiperbólicos.

Un teselado triangular de orden-7 está formado por triángulos equiláteros con ángulo interior de 2π/7 radianes

## Definición
Un triángulo hiperbólico consta de tres puntos que no son colineales y de los tres segmentos tendidos entre ellos.

## Propiedades
Los triángulos hiperbólicos tienen algunas propiedades análogas a las de los triángulos en la geometría euclídea:
- Cada triángulo hiperbólico tiene una circunferencia inscrita pero no todos los triángulos hiperbólicos tienen una circunferencia circunscrita (véase más abajo). Sus vértices pueden estar en un horociclo o circunferencia hiperbólica.

Los triángulos hiperbólicos tienen algunas propiedades análogas a las de los triángulos en la geometría esférica o en la geometría elíptica:
- Dos triángulos con la misma suma de ángulos tienen la misma área.
- Hay un límite superior para el área de los triángulos.
- Hay un límite superior para el radio de la circunferencia inscrita.
- Dos triángulos son congruentes si y solo si se corresponden bajo un producto finito de reflexiones lineales.
- Dos triángulos con ángulos correspondientes iguales son congruentes (es decir, todos los triángulos semejantes son congruentes).

Los triángulos hiperbólicos tienen algunas propiedades que son opuestas a las propiedades de los triángulos en geometría esférica o elíptica:
- La suma de los ángulos de un triángulo es menor que 180°.
- El área de un triángulo es proporcional al déficit de la suma de sus ángulos con respecto a 180°.

Los triángulos hiperbólicos también tienen algunas propiedades que no se encuentran en otras geometrías:
- Algunos triángulos hiperbólicos no tienen circunferencia circunscrita, este es el caso cuando al menos uno de sus vértices es un punto ideal o cuando todos sus vértices se encuentran en un horociclo o en una circunferencia hiperbólica de un solo lado.
- Los triángulos hiperbólicos son delgados, de forma que existe una distancia máxima δ desde un punto de una arista a una de las otras dos aristas. Este principio dio origen al δ-espacio hiperbólico.

## Triángulos con vértices ideales

Tres triángulos ideales en el disco de Poincaré

La definición de un triángulo se puede generalizar, permitiendo vértices en el contorno ideal del plano mientras se mantienen los lados dentro del plano. Si un par de lados son paralelos límite (es decir, la distancia entre ellos tiende a cero cuando tienden al punto ideal, pero no se intersecan), entonces terminan en un vértice ideal denominado punto omega.
También se puede decir que tal par de lados forman un ángulo de cero grados.
Un triángulo con un ángulo cero es imposible en geometría euclidiana para lados rectos que se encuentran en líneas distintas. Sin embargo, tales ángulos cero son posibles con círculos tangentes.
Un triángulo con un vértice ideal se llama triángulo omega.
Los triángulos especiales con vértices ideales son:

### Triángulo de paralelismo
Un triángulo donde un vértice es un punto ideal, un ángulo es recto: el tercer ángulo es el ángulo de paralelismo de la longitud del lado entre el ángulo recto y el tercer ángulo.

### Triángulo de Schweikart
El triángulo donde dos vértices son puntos ideales y el ángulo restante es recto, uno de los primeros triángulos hiperbólicos (1818) descritos por Ferdinand Karl Schweikart.

### Triángulo ideal
El triángulo donde todos los vértices son puntos ideales. Un triángulo ideal es el triángulo más grande posible en geometría hiperbólica debido a la suma cero de sus ángulos.

## Curvatura gaussiana estandarizada
Las relaciones entre los ángulos y los lados son análogas a las de la trigonometría esférica. La escala de longitud tanto para la geometría esférica como para la geometría hiperbólica se puede definir, por ejemplo, como la longitud de un lado de un triángulo equilátero con ángulos dados.
La escala de longitud es más conveniente si las longitudes se miden en términos de longitud absoluta (una unidad especial de longitud análoga a las relaciones entre distancias en geometría esférica). Esta elección para esta escala de longitud simplifica las fórmulas.
En cuanto a la longitud absoluta en el modelo de semiplano de Poincaré corresponde a la métrica infinitesimal {\displaystyle ds={\frac {|dz|}{\operatorname {Im} (z)}}} y en el disco de Poincaré a {\displaystyle ds={\frac {2|dz|}{1-|z|^{2}}}}.
En términos de la curvatura de Gauss K de un plano hiperbólico (constante y negativa), una unidad de longitud absoluta corresponde a una longitud de
{\displaystyle R={\frac {1}{\sqrt {-K}}}}.
En un triángulo hiperbólico, la suma de los ángulos A, B, C (respectivamente opuestos al lado con la letra correspondiente) es estrictamente menor que un ángulo recto. La diferencia entre la medida de un ángulo recto y la suma de las medidas de los ángulos de un triángulo se llama defecto angular del triángulo. El área de un triángulo hiperbólico es igual a su defecto multiplicado por el cuadrado de R:
{\displaystyle (\pi -A-B-C)R^{2}{}{}\!}
Este teorema, probado por primera vez por Johann Heinrich Lambert, está relacionado con la trigonometría esférica en geometría esférica.

## Trigonometría
En todas las fórmulas indicadas a continuación, los lados a, b y c deben medirse en longitud absoluta, una unidad para la que la curvatura de Gauss K del plano sea −1. En otras palabras, se supone que la cantidad R en el párrafo anterior es igual a 1.
Las fórmulas trigonométricas para triángulos hiperbólicos dependen de las funciones hiperbólicas sinh, cosh y tanh.

### Trigonometría de triángulos rectángulos
Si C es un ángulo recto entonces:
- El seno del ángulo A es el seno hiperbólico del lado opuesto al ángulo dividido por el seno hiperbólico de la hipotenusa.

{\displaystyle \operatorname {sen} A={\frac {\textrm {sinh(opuesto)}}{\textrm {sinh(hipotenusa)}}}={\frac {\sinh a}{\,\sinh c\,}}.\,}
- El coseno del ángulo A es la tangente hiperbólica del cateto adyacente dividida por la tangente hiperbólica de la hipotenusa.

{\displaystyle \cos A={\frac {\textrm {tanh(adyacente)}}{\textrm {tanh(hipotenusa)}}}={\frac {\tanh b}{\,\tanh c\,}}.\,}
- La tangente del ángulo A es la tangente hiperbólica del cateto opuesto dividida por el seno hiperbólico del cateto adyacente.

{\displaystyle \tan A={\frac {\textrm {tanh(opuesto)}}{\textrm {sinh(adyacente)}}}={\frac {\tanh a}{\,\sinh b\,}}}.
- El coseno hiperbólico del cateto adyacente al ángulo A es el coseno del ángulo B dividido por el seno del ángulo A.

{\displaystyle {\textrm {cosh(adyacente)}}={\frac {\cos B}{\operatorname {sen} A}}}.
- El coseno hiperbólico de la hipotenusa es el producto de los cosenos hiperbólicos de los catetos.

{\displaystyle {\textrm {cosh(hipotenusa)}}={\textrm {cosh(adyacente)}}{\textrm {cosh(opuesto)}}}.
- El coseno hiperbólico de la hipotenusa es también el producto de los cosenos de los ángulos dividido por el producto de sus senos.[4]

{\displaystyle {\textrm {cosh(hipotenusa)}}={\frac {\cos A\cos B}{\operatorname {sen} A\operatorname {sen} B}}=\cot A\cot B}

#### Relaciones entre ángulos
También se dan las siguientes ecuaciones:
{\displaystyle \cos A=\cosh a\operatorname {sen} B}
{\displaystyle \operatorname {sen} A={\frac {\cos B}{\cosh b}}}
{\displaystyle \tan A={\frac {\cot B}{\cosh c}}}
{\displaystyle \cos B=\cosh b\operatorname {sen} A}
{\displaystyle \cosh c=\cot A\cot B}

#### Área
El área de un triángulo rectángulo es:
{\displaystyle {\textrm {Area}}={\frac {\pi }{2}}-\angle A-\angle B}
y además
{\displaystyle {\textrm {Area}}=2\arctan(\tanh({\frac {a}{2}})\tanh({\frac {b}{2}}))}

#### Ángulo de paralelismo
La instancia de un triángulo omega con un ángulo recto proporciona la configuración para examinar el ángulo de paralelismo en el triángulo.
En este caso el ángulo B = 0, a = c = {\displaystyle \infty } y {\displaystyle {\textrm {tanh}}(\infty )=1}, resultando en {\displaystyle \cos A={\textrm {tanh(adyacente)}}}.

#### Triángulo equilátero
Las fórmulas trigonométricas de los triángulos rectángulos también dan las relaciones entre los lados s y los ángulos A de un triángulo equilátero (un triángulo donde todos los lados tienen la misma longitud y todos los ángulos son iguales).
Las relaciones son:
{\displaystyle \cos A={\frac {{\textrm {tanh}}({\frac {1}{2}}s)}{{\textrm {tanh}}(s)}}}
{\displaystyle \cosh({\frac {1}{2}}s)={\frac {\cos({\frac {1}{2}}A)}{\operatorname {sen}(A)}}={\frac {1}{2\operatorname {sen}({\frac {1}{2}}A)}}}

### Trigonometría general
Ya sea que "C" sea un ángulo recto o no, se cumplen las siguientes relaciones:
El teorema del coseno es el siguiente:
{\displaystyle \cosh c=\cosh a\cosh b-\sinh a\sinh b\cos C,}
Su teorema dual es
{\displaystyle \cos C=-\cos A\cos B+\operatorname {sen} A\operatorname {sen} B\cosh c,}
También hay una "ley de los senos":
{\displaystyle {\frac {\operatorname {sen} A}{\sinh a}}={\frac {\operatorname {sen} B}{\sinh b}}={\frac {\operatorname {sen} C}{\sinh c}},}
y una fórmula de cuatro partes:
{\displaystyle \cos C\cosh a=\sinh a\coth b-\sin C\cot B}
que se deduce de la misma forma que en el caso de la trigonometría esférica.

## Lectura relacionada
- Svetlana Katok (1992) Fuchsian Groups, University of Chicago Press ISBN 0-226-42583-5

- Datos: Q2246553